# Eddie Russo
Eddie Russo (Chicago, Illinois, 19 november 1925 – King, Wisconsin, 14 oktober 2012) is een voormalig Amerikaans autocoureur. Hij nam deel aan de Indianapolis 500 in 1955, 1956, 1957 en 1960, maar scoorde hierin geen punten voor het wereldkampioenschap Formule 1. Zijn vader Joe en oom Paul reden ook de Indianapolis 500.